# Anjugramam
Anjugramam é uma panchayat (vila) no distrito de Kanniyakumari, no estado indiano de Tamil Nadu.

## Demografia
Segundo o censo de 2001,  Anjugramam  tinha uma população de 9355 habitantes. Os indivíduos do sexo masculino constituem 50% da população e os do sexo feminino 50%. Anjugramam tem uma taxa de literacia de 83%, superior à média nacional de 59.5%; com 51% para o sexo masculino e 49% para o sexo feminino. 9% da população está abaixo dos 6 anos de idade.